# Girl's Night Out
Pour l’article homonyme, voir Girls' Night Out.
Singles de Miley Cyrus
See You Again
(2007)
G.N.O. (Girl's Night Out) est le premier single de Miley Cyrus en 2007, sur l'album Meet Miley Cyrus.